# Petar Vukov
Petar Vukov (4. prosinca 1941. – 30. listopada 2003.) je bački hrvatski književnik. Pisao je pjesme, prozu i književne kritike, a okušao se i kao romanopisac. Prevodio je s mađarskog jezika. Bio je knjižničar Gradske knjižnice.
U književnosti, njegov najveći trag je u području poezije.
Svojim djelima je ušao u antologiju poezije bunjevačkih Hrvata iz 1971., sastavljača Geze Kikića, u izdanju Matice hrvatske.

## Djela
Autor je dviju samostalnih zbirkâ pjesama (1974. je objavio Plamen, lament: pesme), a jednu je izdao zajedno s Jenőm Tusákom i Zvjezdanom Asić.
Napisao je i roman Atlantis (Proricanje o teretu ili Triptihon o Atlantima: mini roman), koji je objavljen 2003. poslije njegove smrti. Roman "Atlantis" ima i prijevod na mađarski: Jövendölés a teherről, avagy Triptichon az Atlaszokról : mini regény.
Iako je sam prevodio s mađarskog, djela mu je na mađarski preveo drugi hrvatski književnik, Matija Molcer.

## Vanjske poveznice
- (mađ.) Eötvös József Főiskola, Baja  Arhivirana inačica izvorne stranice od 1. travnja 2010. (Wayback Machine) Nemzetiségi referens felsőfokú szakképzési program - A horvát kisebbség irodalma I.II.III.
- Digitalni katalog  Arhivirana inačica izvorne stranice od 8. veljače 2008. (Wayback Machine)
- Antologija poezije bunjevačkih Hrvata  Arhivirana inačica izvorne stranice od 17. travnja 2008. (Wayback Machine)